# Mystropetalon thomii
Mystropetalon thomii là một loài thực vật có hoa trong họ Balanophoraceae. Loài này được Harv. mô tả khoa học đầu tiên.